# 미국 연구
미국 연구 또는 미국학(American studies)은 미국의 문학, 역사, 사회, 문화를 연구하는 학제간 연구 분야이다. 전통적으로 문학 비평, 역사학, 비판 이론을 통합한다.
미국 연구 분야는 미국에 중점을 둔다. 그러나 지난 수십 년 동안 대서양의 역사와 전 세계 국가와의 상호 작용을 포함하도록 범위가 확대되었다. 해당 분야에서 연구되는 주제는 다양하지만 문학적 주제, 미국 공동체의 역사, 이데올로기 또는 문화적 생산물을 조사하는 경우가 많다. 예로는 미국 사회 운동, 문학, 미디어, 관광, 민속 및 지적 역사에 관한 주제가 포함될 수 있다.
특정 미국 민족 또는 인종 그룹을 연구하는 분야는 더 넓은 미국 연구 분야와 독립적이며 포함되는 것으로 간주된다. 여기에는 유럽계 미국인 연구, 아프리카계 미국인 연구, 라틴계 연구, 아시아계 미국인 연구, 아메리칸 인디언 연구 등이 포함된다.

## 같이 보기
- 문화연구
- 학문 목록